# Scopula stenoptila
Scopula stenoptila là một loài bướm đêm trong họ Geometridae.